# Monjarás
Monjarás es un corregimiento del distrito de Calobre en la provincia de Veraguas, República de Panamá. La localidad tiene 585 habitantes (2010).